# Rhipidura cyaniceps
El abanico cabeciazul (Rhipidura cyaniceps) es una especie de ave paseriforme de la familia Rhipiduridae endémica del norte de Filipinas. Anteriormente se consideraba conespecífico del abanico cabeciazul de Tablas y el abanico cabeciazul de las Bisayas.